# Rybarze (Kędzierzyn-Koźle)
Rybarze (niem. Fischerei) – część miasta Kędzierzyna-Koźla, położona nad Odrą w jego zachodniej części, w obrębie osiedla administracyjnego Rogi.

## Historia
Dawniej Rybarze (Fischerei) stanowiły odrębną wieś i gminę jednostkową. Jako gmina posiadały własną pieczęć. Znany jest wizerunek od pocz. XVIII w. do 1933 r. Umieszczono na niej trzy ryby skierowane do środka pola, pomiędzy nimi po jednym raku.
1 kwietnia 1937 zachodnią (na zachód od Odry), główną część Rybarzy (Fischerei) włączono do miasta Koźla (Cosel).
Po II wojnie światowej w Polsce. Do 1954 roku Rybarze stanowiły część miasta Koźla w powiecie kozielskim, od 1950 w województwie opolskim. W związku z reformą administracyjną kraju jesienią 1954 Rybarze wyłączono z Koźla i włączone je do nowo utworzonej gromady Zmudzona w tymże powiecie, z siedzibą w Zmudzonej. Gromadę Zmudzona zniesiono 1 stycznia 1958, włączając ją w granice miasta Koźla. 30 października 1975 Koźle (wraz ze Zmudzoną i Rybarzami) włączono w granice miasta Kędzierzyna, przemianowanego 3 listopada 1975 na Kędzierzyn-Koźle.